# Estación de Gracia
Gracia (en catalán y oficialmente Gràcia) es una estación de la red de Ferrocarriles de la Generalidad de Cataluña (FGC) perteneciente al bloque de líneas de la Línea Barcelona-Vallés situada en la plaza de Gala Placidia en el distrito de Gracia de Barcelona. La estación tuvo en 2018 un tráfico total de 3 608 764  pasajeros, de los cuales 2 042 169 corresponden a servicios urbanos y 1 566 595 al Metro del Vallés

## Situación ferroviaria
Se encuentra en el punto kilométrico 2,1 de la línea Barcelona-Sarriá, de ancho internacional, entre las estaciones de Provenza y San Gervasio, a 52 metros de altitud. El tramo está electrificado.

## Historia
Gracia había tenido dos estaciones de superficie desde el 23 de junio de 1863. La primera estaba situada en el cruce de Vía Augusta y Diagonal y tenía las dos vías generales con andenes laterales, con un edificio de pasajeros a la derecha de las vías. Fue cerrada en 1865 debido a la proximidad de la segunda estación (actual estación de Gracia). La estación en 1865 ocupaba la Plaza Gala Placidia y contaba con tres vías, ambas generales y una vía muerta, con dos andenes. 
El 26 de octubre de 1905 se completó la electrificación del tramo Plaza de Cataluña-Sarriá (al que pertenece la estación) y se cambió el ancho de la vía a internacional estándar (1435 mm), por lo que fue la primera línea en España en electrificarse.
De 1927 a 1929 los trenes circularon temporalmente por la calle Balmes entre San Gervasio y Diagonal, para facilitar los trabajos de soterramiento de la línea. La estación provisional tenía las dos vías generales con andenes laterales. A partir del 24 de abril de 1929, la estación pasó a ser subterránea y se inauguró en 1929 con el soterramiento de la Línea de Gracia de FGC donde paraban los trenes de todas las líneas del Metro del Vallés.
El estallido de la Guerra Civil en 1936 dejó la estación en zona republicana. En la práctica el control recayó en los comités de obreros y ferroviarios. Con el final de la guerra, se devolvió la gestión de la línea y la infraestructura a sus propietarios. Hay que destacar que esta línea no pasó a manos de RENFE en 1941 por no ser de ancho ibérico (1672 mm), por lo que FSB pudo conservar la propiedad de la línea.
El 30 de diciembre de 1953 se convirtió en la estación de bifurcación de la línea de la avenida del Tibidabo. La estación no se concibió ferrocarril metropolitano hasta esta fecha, momento en que se construye y abre al público el ramal que desde esta estación sube hasta Avenida Tibidabo y unos años después el ramal de Sarriá a Reina Elisenda.
Desde entonces, el cambio más notable ha sido la adaptación de la estación a personas con movilidad reducida en octubre de 2013, lo que llevó a la modificación de la vía 3.
En 1982 se crean las líneas U6 y U7, por lo que pasa a considerarse como estación de metro, adaptando su nombre al catalán (Gràcia), pero no es exclusiva de servicios urbanos, sino que en ella paran trenes de líneas suburbanas (S1, S2, S5 y S55 - Actualmente, S6 y S7). En 2003 las líneas U6 y U7 pasan a llamarse L6 y L7.

## La estación[3]
La actual estación de Gracia se encuentra bajo Vía Augusta, entre Travesía de Gracia y María Cubí en la plaza Gala Placidia. Tiene acceso a la ladera de la montaña, con un pasillo con espacio para estacionamiento de bicicletas, mientras que la segunda entrada tiene una escalera mecánica para la salida a nivel de calle. Ambas entradas están unidas en un vestíbulo, donde también llega un ascensor desde el nivel de la calle. El vestíbulo cuenta con máquinas expendedoras de billetes, un mostrador de atención al cliente y barreras tarifarias de control de acceso. Una vez pasadas las barreras tarifarias una gran escalera fija y una mecánica de descenso permiten el acceso directo al andén de las vías 1 y 3, mientras que otro espacio conecta con un ascensor que también baja a la plataforma de dichas vías y con la escalera fija y de escalera mecánica que da acceso a la plataforma de las vías 2 y 4. Los trenes circulan por el nivel inferior, formado desde la adaptación de 2013 por cuatro vías y tres andenes, aunque uno de ellos (lateral del Besós en la vía 3) nunca ha entrado en servicio. Los trenes de la Avenida Tibidabo discurren por las vías laterales (vías 3 y 4), mientras que el resto lo hacen por las centrales (vías 1 y 2). De esta forma, las vías de la línea del Tibidabo no cruzan la línea de Sarriá a nivel, ya que la vía 4 pasa por encima del túnel de Sarriá a la altura de la estación de San Gervasio. En el pasado Gracia había tenido una quinta vía junto a la actual vía 3, que más tarde ocuparía una subestación de energía. La plataforma de las vías 1 y 3 se amplió a 10,5 metros en 2012, mientras que las 2-4 vías originales mantienen los 4 metros originales de anchura. En sentido Plaza de Cataluña hay una pasarela que une los tres andenes y tiene una doble funcionalidad. Por un lado sirve para completar la adaptación del andén de las vías 2-4 mediante un conjunto de dos ascensores desde el andén de las vías 1-3 (la pasarela no tiene acceso público a través de escaleras) y por otro como salida de emergencia a la Travesía de Gracia.

## Servicios ferroviarios
El horario de la estación se puede descargar del siguiente enlace. El plano de las líneas del Vallés en este enlace. El plano integrado de la red ferroviaria de Barcelona puede descargarse en este enlace.
| << cabecera                   | < estación | línea                     | estación >   | cabecera >>             |
| ----------------------------- | ---------- | ------------------------- | ------------ | ----------------------- |
| Línea Barcelona-Vallés de FGC |            |                           |              |                         |
| Barcelona-Plaza de Cataluña   | Provenza   |                           | San Gervasio | Sarriá                  |
| Barcelona-Plaza de Cataluña   | Provenza   |                           | Plaza Molina | Avenida Tibidabo        |
| Barcelona-Plaza de Cataluña   | Provenza   |                           | San Gervasio | Tarrasa-Naciones Unidas |
| Barcelona-Plaza de Cataluña   | Provenza   | Sabadell-Parque del Norte | San Gervasio |                         |

| << cabecera                                             | < estación     | línea | estación>> |
| ------------------------------------------------------- | -------------- | ----- | ---------- |
| Posible prolongación de la Línea Llogregat-Anoia de FGC |                |       |            |
| Molí Nou - Ciutat Cooperativa                           | Francesc Macià | obras | Terminal   |